# Gravity Noir
Gravity Noir is een Britse synthpopgroep die opgericht is in de begin jaren negentig.
Het enige vaste lid sinds de oprichting van de band is zanger en producer Patrick John Angele Knight (Deurne, België, 18 maart 1965) met een dubbele nationaliteit (Brits-Belgisch). Knight was in de jaren negentig beter bekend als Boy George-imitator, zowel in uiterlijk als in stemgeluid.

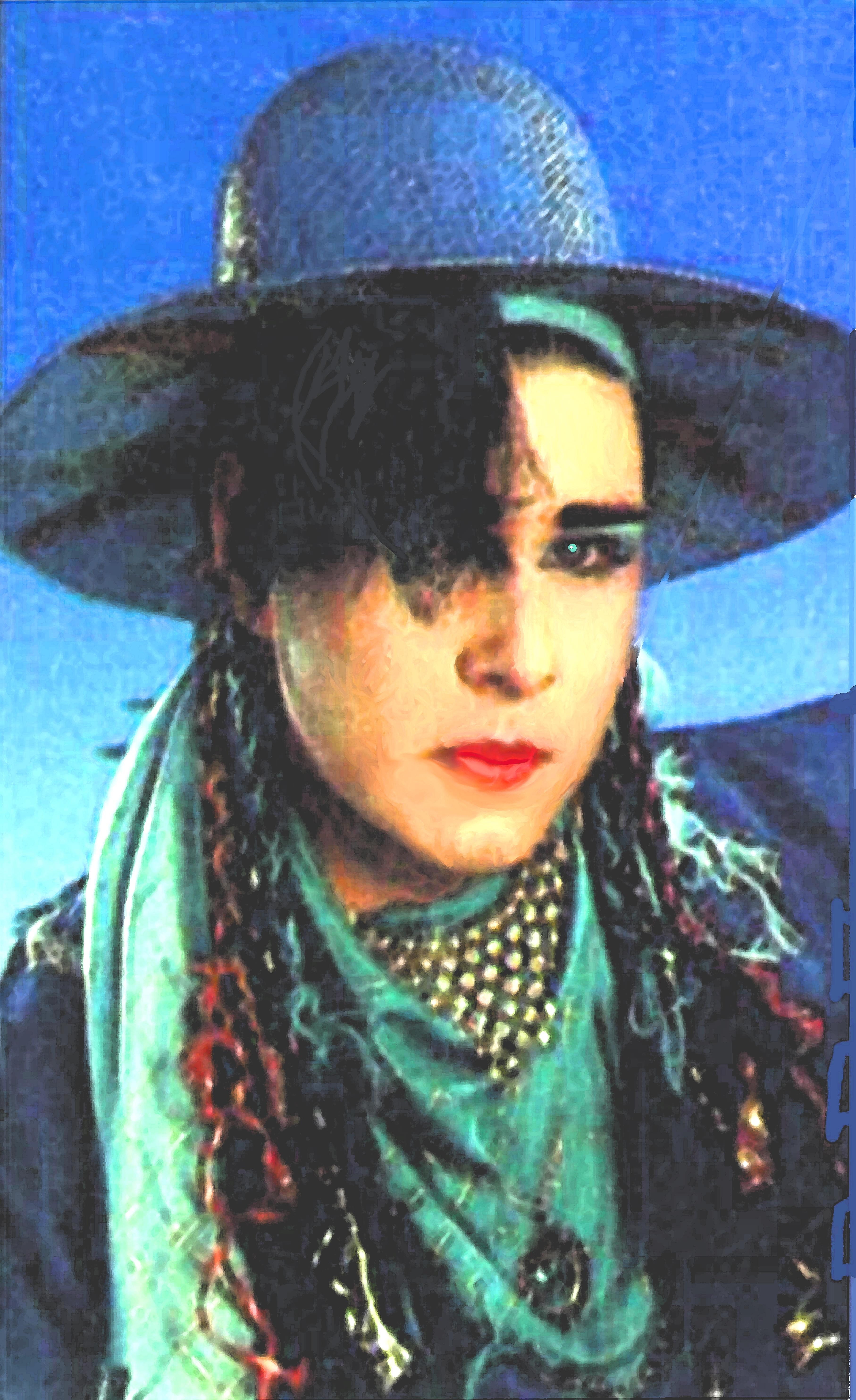
Patrick Knight als Boy George

Tussen 1985 en 1996 nam hij deel aan verschillende soundmixwedstrijden, waarvan sommige op de Belgische televisie werden uitgezonden, maar Knight was ook te zien in het Britse Stars in Their Eyes, de ITV-televisieshow. Hij behaalde een 2e plaats als Boy George in de VTM Soundmixshow gepresenteerd door Henny Huisman. Hij nam ook deel aan de VTM Soundmixshow gepresenteerd door Bart Kaëll en won de 3e plaats als Boy George (er rest enkel nog een foto van).

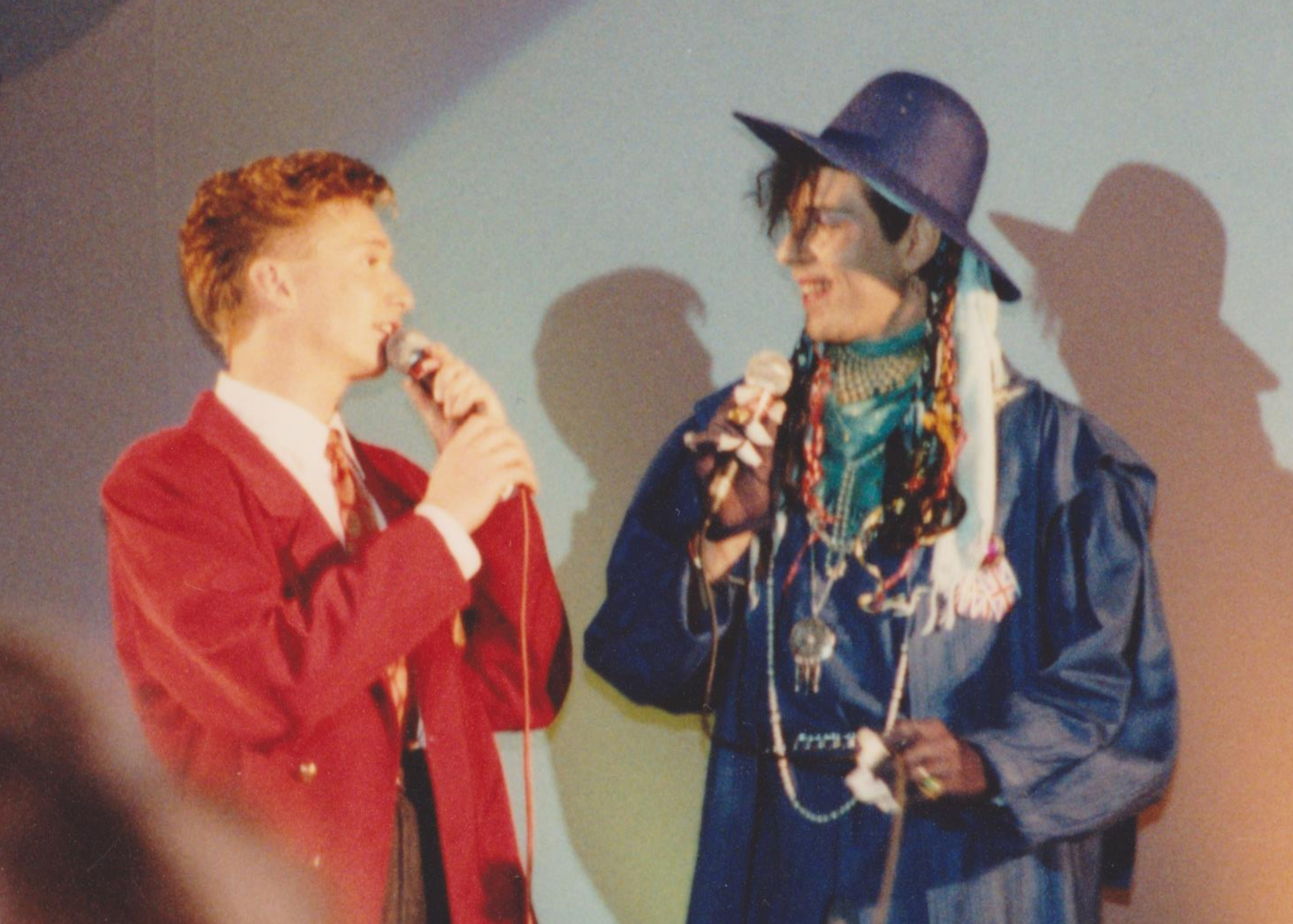
Bart Kaëll en Patrick Knight as Boy George

Een andere allereerste tv-uitvoering van Gravity Noir als Culture Club was in de Soundmixshow uitgezonden door VT4, juli 1996, gepresenteerd door Jo De Poorter, maar ze slaagde er niet in om door te gaan naar de finale.
Patrick Knight begon zijn solo-carrière in 1986 met zijn eerste single I don't love you anymore. Een jaar later, in 1987, ontving hij de eer en titel om een van de top 12 beste soundmixers in België te zijn. Om dit evenement te vieren, werd een album uitgebracht door het bekende tijdschrift Joepie. Het album bevatte de cover van Patrick Knight van Boy Georges versie van Everything I own. In 1990 bracht hij een tweede solo single uit, deze was een remix van de Culture Club hit, Time, Clock of the heart.
Knight heeft nog deel uitgemaakt van de Britse technogroep Greater Than One (afgekort G.T.O.) en bracht een 12-inchsingle uit genaamd Listen to the rhythm flow in 1991, welke een wereldwijd succes werd. Het was toen dat de naam Gravity Noir voor het eerst ter sprake kwam.

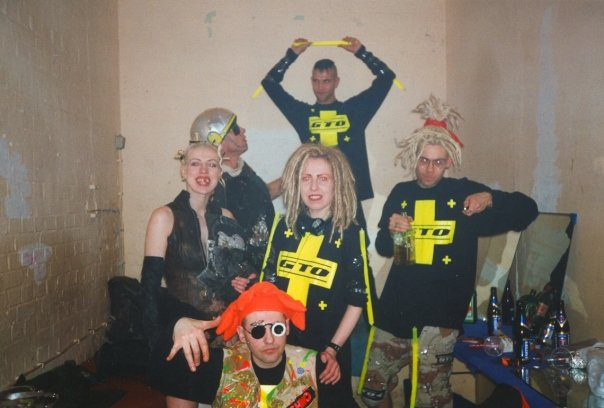
Greater Than One: Patrick Knight op de achtergrond met de armen omhoog

## Beginjaren
Gravity Noir werd opgericht in Antwerpen door Patrick Knight (van Britse komaf), het enige vaste lid sinds de oprichting. Javier Rodriguez Iglesias, van Spaanse afkomst, ook nu nog bekend als DJ Linetech, was de eerste die nummers voor Gravity Noir componeerde. Daarna werd de muziekproductie overgenomen door Peter Goos. Het repertoire bestond vooral uit covers van bekende nummers uit de jaren 80. De twee dansers Alex da Luz en Jorg Vander Heyden maakten de oorspronkelijke groepsbezetting compleet.
De groep heeft nog de naam 'Basics (B6) een korte periode gedragen, met heel wat extra nieuwe gezichten, waaronder ook de zangeres Cindy De Voeght, CJ en danseres Sofie. Onder die groepsnaam namen ze hun allereerste officiële muziek videoclip op voor een remix die Peter Goos maakte van de Orchestral Manoeuvres in the Dark hit Enola Gay (O.M.D.). Deze werd destijds meerdere malen uitgezonden op het Belgische FilmNet / Kanaal+. Helaas zonder veel succes.
De band ging eind jaren 90 verder demo's opnemen en kreeg al snel de kans om op te treden. Ze zijn steeds onafhankelijk geweest en gebleven onder hun eigen platenlabel, eerst Jumping Man Records. en daarna A Gravity Production (Gravity Productions)

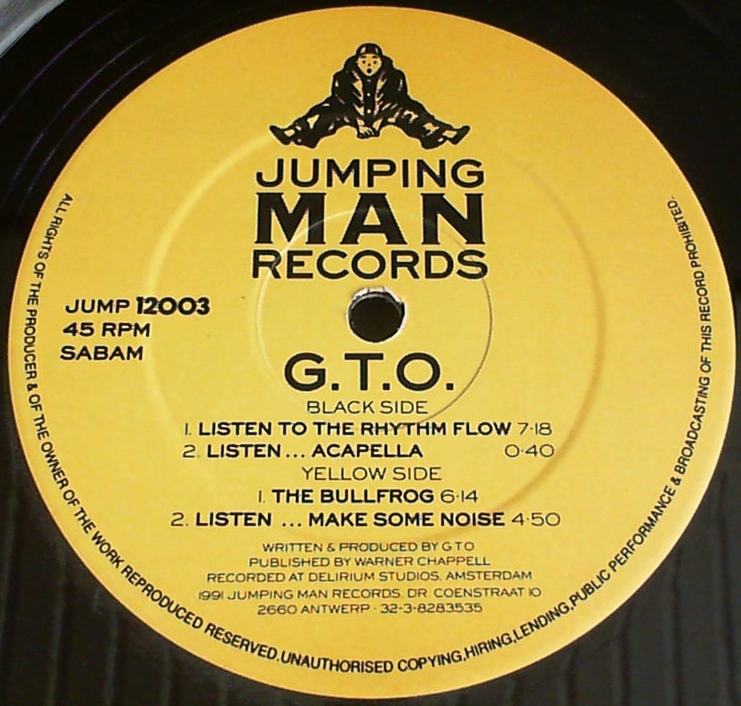
Label of 1991 "Jumping Man Records" record of "Listen To The Rhythm Flow" performed by G.T.O.

Op 23 april 2011 werd een eerste single uitgebracht, I've got the power, maar onder de naam van "The sisters of divine pleasure featuring Patrick Knight as Titless Strangé". Het is pas in 2016 dat Knight besloot om de oorspronkelijke naam van Gravity Noir opnieuw te gebruiken.

## Latere jaren tot heden
De kracht van Gravity Noir bestaat er nog steeds uit om hun onafhankelijke bandleden de mogelijkheid te bieden hun talent en creativiteit individueel te laten verkennen.
Andrew Williams werd lid van de band om deels de grafische ontwerpen voor zijn rekening te nemen en tevens zijn zangstem en talent met blaasinstrumenten te ontlenen aan hun muzikale projecten.

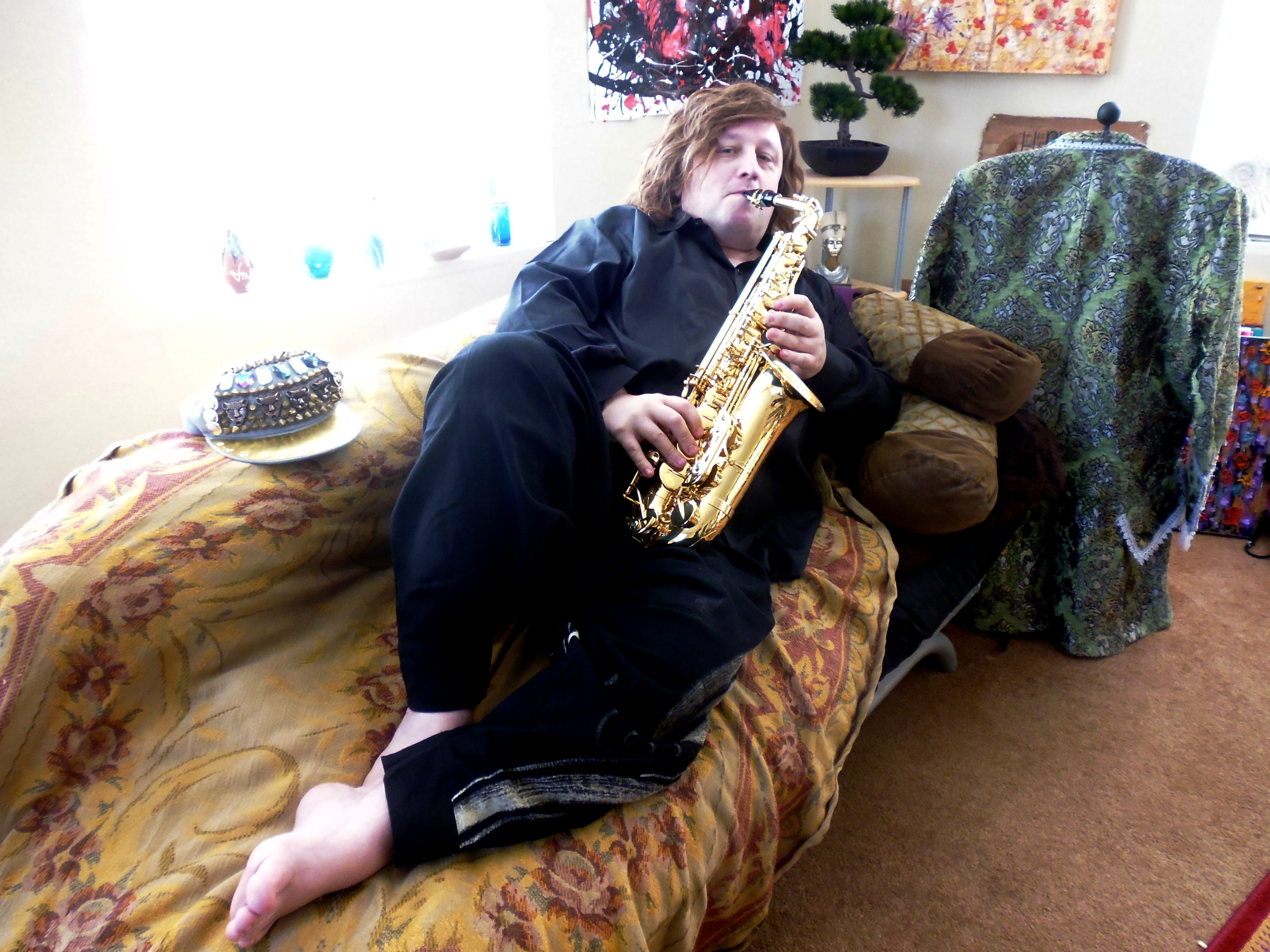
Groepslid Andrew Williams

 Andrew Williams is tevens een kunstschilder van Wakefield (plaats) in West Yorkshire.
De zangeres Ambrosia Dash die haar stem al eerder uitleende aan de soloprojecten van Patrick Knight, heeft sinds de come back al meerdere nummers ingezongen, haar echte identiteit wenst ze liever anoniem te houden.
Een officiële single en bijhorende video onder de naam "Gravity Noir", "Mystery Knight", werd uitgebracht op 7 april 2016. De videoclip werd opgenomen op locatie van het klooster Ter Apel in Nederland en dit tijdens het jaarlijks terugkerende festival Middeleeuws Ter Apel.
Er werden tot en met 2019 drie albums uitgebracht, The early years, Handmade en Liberation. Het album "Liberation" leverde Gravity Noir twee nummer 1-hits op in de UK N1M EDM hitlijsten. Namelijk Open your mind en Avalon L.A..
Tussen 2016 en 2019 werden er nog verschillende remixen geproduceerd door DJ Linetech, tot de samenwerking werd stopgezet wegens onprofessioneel gedrag van Iglesias.
In 2019 zijn ze begonnen aan het nieuwste album Future days welke werd uitgebracht in het voorjaar van 2020. Een eerste single Flying high uit dit album werd officieel uitgebracht op 22 maart 2019. Een opvolger met de titel Planet of love werd uitgebracht tijdens de zomer van 2019. Op valentijnsdag, 14 Februari 2020 werd de single Universal Party (Supernatural) uitgebracht.
Door een levensbedreigende hartaandoening, het syndroom van Brugada, is het voor Knight niet langer mogelijk om nog live op te treden. Daarom was de groep jarenlang op zoek naar een nieuwe zanger en/of zangeres. Uiteindelijk werd in 2023, de zangeres Brynn voorgesteld als nieuw lid van Gravity Noir.
Knight schrijft, produceert en componeert nog steeds alle muziek voor Gravity Noir. Hij heeft het nummer "The thrifty wife & the kite" van de folk en eilingidh groep Banjax herwerkt tot een remix van Gravity Noir. Een speciale kersteditie werd eind 2019 uitgebracht. Het originele nummer werd geschreven door Keith Leech in 1992. Keith en Patrick zijn neven.
Een stand-alone productie met de titel "All Night Long (EP)" kwam uit in het najaar van 2020. De bedoeling was om een Extended play (EP) uit te brengen, maar omdat de totale speelduur het criterium voor een EP overschrijdt, werd deze officieel uitgebracht als album. Als extra editie bracht Gravity Noir een nieuwe singleversie van "All Night Long" uit als eerbetoon aan de grote André Brasseur, bekend om zijn specifieke gebruik van het Hammondorgel.
In december 2020 schreef Rick Jamm van JamSphere, The Indie Music Magazine & Radio Network een recensie waarin hij vertelt: 'Gravity Noir - ‘Future Days’ is meteen indrukwekkend!' en 'Dit is wat ik een gateway-album zou noemen naar een moderne versie van synth-popmuziek, die we tegenwoordig beter kennen als EDM. Gravity Noir begon een nieuw hoofdstuk in 2016, waarbij alle aspecten van hun merk werden verbeterd' en 'Gedurende dit album ben je in staat om in de manier van denken van Gravity Noir te komen en in te leven waar ze zo hard aan hebben gewerkt sinds hun comeback.'
2021,
Ter gelegenheid van het 30-jarig jubileum van Gravity Noir was Patrick Knight op zondag 18 april te gast bij radio-omroep Zuidrand in Antwerpen voor een zeer exclusief en zeldzaam interview, uiteraard begeleid door muziek van Gravity Noir.
Helaas was het vanwege de COVID-19-pandemie het tweede jaar op rij dat in Hastings (Engeland), de traditionele Jack in the Green, live ging in een virtuele bijeenkomst. Gravity Noir werd gevraagd om deel te nemen aan een panelspel en om een kort interview te geven. Patrick Knight is nauw betrokken bij het jaarlijks evenement en aarzelde natuurlijk geen moment. In dit virtuele evenement kon je Patrick aan het werk zien als de grappige 'Markies de Bogieville'.
Via sociale media wordt het duidelijk dat Patrick Knight met Gravity Noir opnieuw met een totaal nieuw project bezig is. De titel van het nieuwe project kreeg de naam Anch, wat zoveel betekent als 'het levenskruis' in de Egyptische mythologie. 'ANKH' zou de naam van het nieuwe Gravity Noir album worden en zou gelijktijdig worden uitgebracht met een documentaire, een reisverslag door en met Patrick Knight over het oude Egypte, verwacht in 2022. Het is nu al zeker dat we in een van de titels, vocaal iets gaan horen, van de helaas overleden zangeres Ofra Haza. De single Im Nin'Alu 2021 werd officieel uitgebracht op 14 Juli 2021 en zal deel uitmaken van het verwachte album samen met een langere uitgebreide versie. De single is de enige die tot nu toe een iTunes-top 100 behaalde en wordt wereldwijd op verschillende radiostations gedraaid. De single slaagde er ook in om gedraaid te worden op de VRT, Vlaamse Radio- en Televisieomroeporganisatie. Op 21 augustus werd de single in primetime uitgezonden in Ann Delisi's Essential Music-programma van het bekende WDET NPR-station in Detroit (Michigan). Op 23 augustus kregen ze de titel van nieuwkomer van de week, bereikten ze de 7e plaats en klommen verder naar een 2de piekpositie in de UK LGBTQ Music Chart TOP 50.
In oktober 2021 schreef Andy Hemsley van het Engelse nieuwsblad, de 'Hastings Observer': 'Een Belgische band die een storm veroorzaakt in de Europese LGBTQ-hitlijsten viert zijn banden met Hastings' en behaalde ook de eerste primeur door de officiële albumhoes te publiceren voor 'ANKH', een ontwerp van Servisch graficus Mihajlo Ciric, ook bekend als een judoka, die een zilveren medaille pakte op de Servische kampioenschappen in Belgrado in 2021 en een zilveren medaille in de wacht sleepte op de European Open in Sarajevo in 2022. In een commentaar op zijn succes citeerde hij Patrick Knight die zei: "Het gaat niet om roem en fortuin, maar om de voetafdrukken die we achterlaten voor toekomstige generaties."
Tijdens Halloween kondigt CD Baby al een nieuwe single aan onder de naam In Time (ANKH, Travelogue Pt.8), die op 17 januari 2022 uitkomt en de afsluiter van het nieuwe album ANKH zal worden. Fotokunstwerk door Alexander Jawfox.
Op 17 december 2021 overleed Charles Temmerman, Patrick Knight's zielsverwant, boezemvriend en achtergrondzanger bij Gravity Noir van 1990 tot en met 1993. Eén van de nieuwe nummers op het nieuwe album 'ANKH', kreeg als eerbetoon de titel 'ANKH Travelogue, Pt.5 (Charles Theme)'.
2022,
In Time (ANKH, Travelogue Pt.8), is de tweede single van het album ANKH en werd officieel wereldwijd uitgebracht op 17 januari 2022. Het is de tweede keer dat Gravity Noir de iTunes-hitlijsten binnenkomt. Op 17 januari 2022 bereikte In Time een piekpositie op plaats 6 in de Belgische iTunes Top 100 van elektronische liedjes. Op Valentijnsdag kwam de single de LGBTQ Music Chart TOP 50 binnen als nieuwkomer op positie 14 en steeg verder naar een 8ste toppositie.
Op zondag 6 maart 2022 was Patrick Knight opnieuw te gast bij Radio Zuidrand Antwerpen voor een uitgebreid interview en om hun nieuwste album 'ANKH' publiekelijk voor te stellen.
Naast het vervullen van de rol als zanger, tekstschrijver, componist en producer wordt de lijst met bijdragen van Patrick Knight nu ook aangevuld met de titel van filmregisseur. De trailer van de artistieke speelfilm 'ANKH' kondigt zijn release al aan in de loop van 2022. De originele soundtrack komt van het gelijknamige album.
Een nieuwe samenwerking met de Canadese Diskjockey The Dharma Dude (Sean-Patrick Spriggs) levert remixen van de single Planet Called Love, officiële wereldwijde releasedatum 22 april 2022.
Begin juli werd de speelfilm Ankh genomineerd voor beste Kunstfilm (Arthouse-film) en beste Soundtrack op het 'Lgbt(QIAP) Unbordered International Filmfestival' in Nassau, Delaware, Verenigde Staten op 20 november 2022. Op 1 augustus werd 'ANKH' tijdens het Europese Filmfestival, de 'Jury Diamond Award' toegekend voor 'beste onafhankelijke langspeelfilm'. Begin september werden 'ANKH' en Patrick Knight bekroond met vier prijzen op het 'Indo French International Film Festival' (IF Awards) voor 'beste experimentele', 'beste montage', 'beste debuut als film regisseur' en 'beste internationale langspeelfilm', won twee prijzen op het 'Triloka International Filmfare Awards', in Wellington, India, voor 'beste debuut als film regisseur' en 'beste originele filmmuziek' en won 2 prijzen op het 'Hodu International Film Festival', in Puducherry (stad), India, voor 'beste montage' en 'beste experimentele langspeelfilm'. De lijst met alle nominaties en gewonnen prijzen is opgenomen in de onderstaande prijzentabel.
2023,
De Radio Times van de British Broadcasting Corporation heeft Ankh, de langspeelfilm, op hun website en in hun lijst opgenomen.
De Belgische krant, Het Laatste Nieuws gevestigd in Antwerpen (stad) heeft een artikel gepubliceerd over de langspeelfilm Ankh van Patrick Knight.
Eind januari 2023 publiceerde Cannes Film Awards een uitgebreid interview met regisseur Patrick Knight. De website bevestigt ook de deelname van Ankh aan de festival editie van 2023.
Tijdens een interview met een op rust geplaatst verslaggever van Gazet van Antwerpen kwam de Vlaamse avant-première van Ankh aan bod, die op 18 maart 2023 plaatsvond in Filmhuis Klappei, voorheen eigendom van de overleden Belgische regisseur Robbe De Hert. Ook de naam van de nieuwe Gravity Noir-zangeres Brynn werd voor het eerst publiekelijk genoemd. De Belgische filmpremière van ANKH werd eindelijk aangekondigd. Deze vindt plaats op 25 juni 2023 in het Fakkeltheater.
Op 23 april 2023 kon de singel 'Im Nin Alu', na bijna twee jaar na release datum, een plaats behalen in de Belgische TOP 100 van Apple Music. Als nieuwe binnenkomer werd de singel gerangschikt op een 84ste plaats.
2024 en later,
Na een lange stilte, brengt Patrick Knight eind september 2024 een nieuw Gravity Noir album uit onder de titel 'Brahmastra'. Het thema en de rode draad door alle nummers is het Hindoeïsme. Het ondertussen 5de
studio album is een dubbel exemplaar met maar liefst 35 nummers. Het bevat een aantal nieuwe nummers, maar het grote deel zijn herbewerkingen
van eerder uitgebrachte nummers. Tot nu toe werden 3 singels uitgebracht. Op 15 augustus 2024, een kompleet nieuwe versie van 'Another Dimension (Brahmastra Remix)' welke weinig of geen aandacht kreeg. En dan het nieuwe nummer 'Love is the Key', uitgebracht op 6 september 2024, welke
op 28 september meteen een 9de plaatst noteert in de Britse LGBTQ Music Chart TOP 50. Deze klom verder naar een 5de plaats. 'Love is the Key' hoopt op een neutrale manier een boodschap van wereldvrede te delen. Op 10 december 2024 werd op de Dag van de mensenrechten de singel 'Passiamo Questa Notte Insieme' uitgebracht. De titel doet vermoeden dat het om een italiaans nummer gaat, maar niets is minder waar. In een interview met radio Zuidrand dat plaats vond op 24 oktober 2024 verteld Knight dat de tekst 40 jaar geleden door hem werd geschreven en nu pas met muziek werd voorzien. Het is een ballade die gaat over de liefde tussen twee mensen van hetzelfde geslacht. Het lied spoort mensen aan om geen vooroordelen te hebben en iedereen de kans te geven om liefde te beleven op zijn eigen unieke manier. Mensen die niet uit de kast durven te komen zullen zich vooral herkennen in dit nummer. Iets waar Knight ook met werd geconfronteerd en die gevoelens samenvatte in een lied. Ter nagedachtenis aan de dood van Ofra Haza 25 jaar geleden brengt Patrick Knight op 23 februari 2025 de singel 'Im Nin'alu (El Chai Remix)' wereldwijd uit. Deze is afkomstig van hun album 'Brahamastra'. Het nummer werd reeds vaak gestreamd via de officiele kanalen. Eind april 2025 bracht Patrick Knight, de drijvende kracht achter Gravity Noir, een nieuw hoofdstuk in zijn artistieke carrière. Hij presenteerde een gloednieuw album, een podcast die positie 93 behaalde in de Apple Podcast Charts België (Categorie 'Verhalen voor kinderen - België') en een langspeelfilm met de titel 'Jack in the Green'. Deze productie is een verhaal speciaal geschreven voor kinderen, gekenmerkt door speelse muziek, humoristische teksten en onderhoudende fragmenten die ook volwassenen aanspreken. 'Jack in the Green' is geïnspireerd op het traditionele meifeest dat jaarlijks plaatsvindt in Hastings (Engeland).

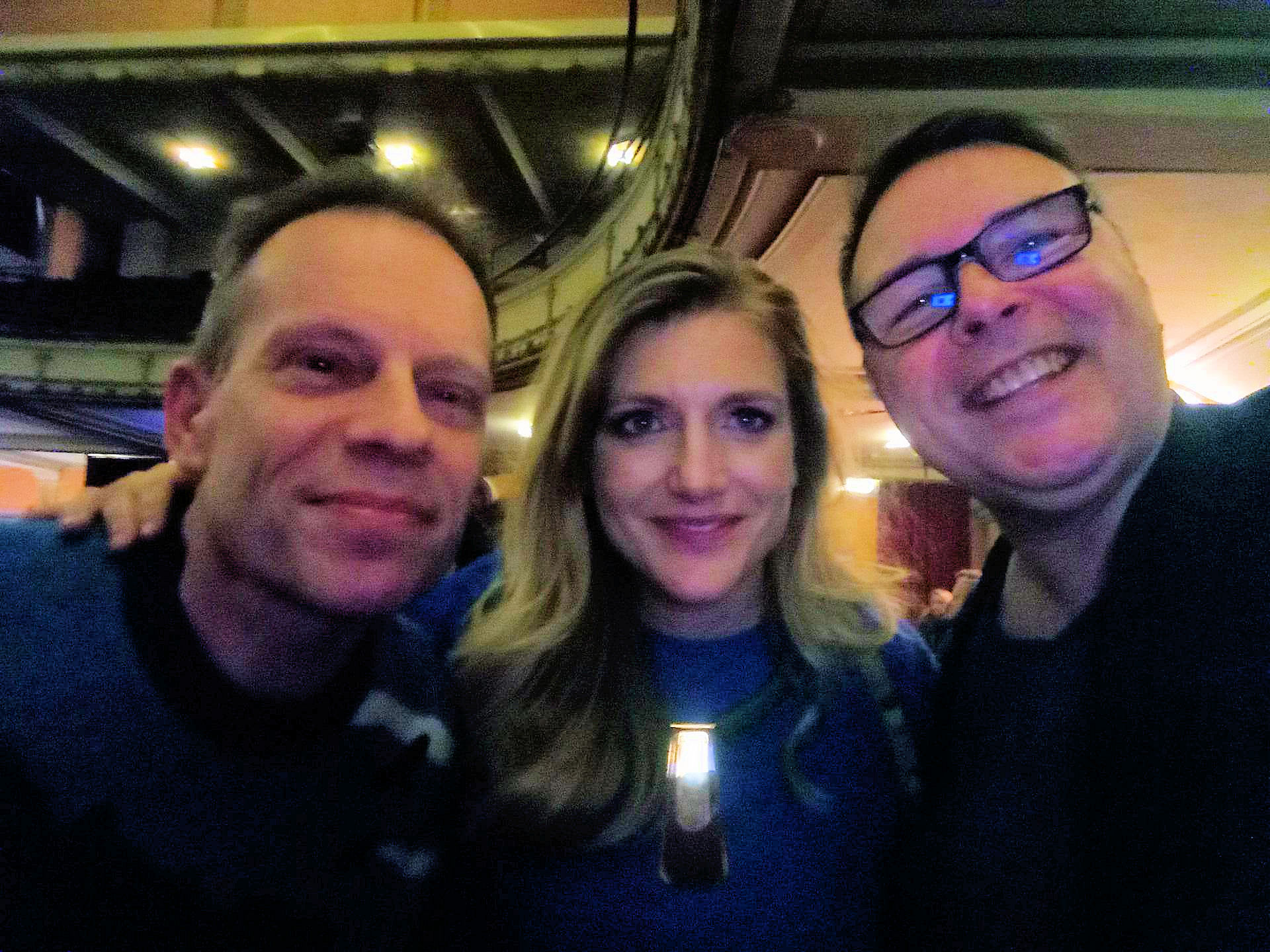
Luc Verlinden en Patrick Knight met Belgisch film regisseur Charlotte Vandermeersch

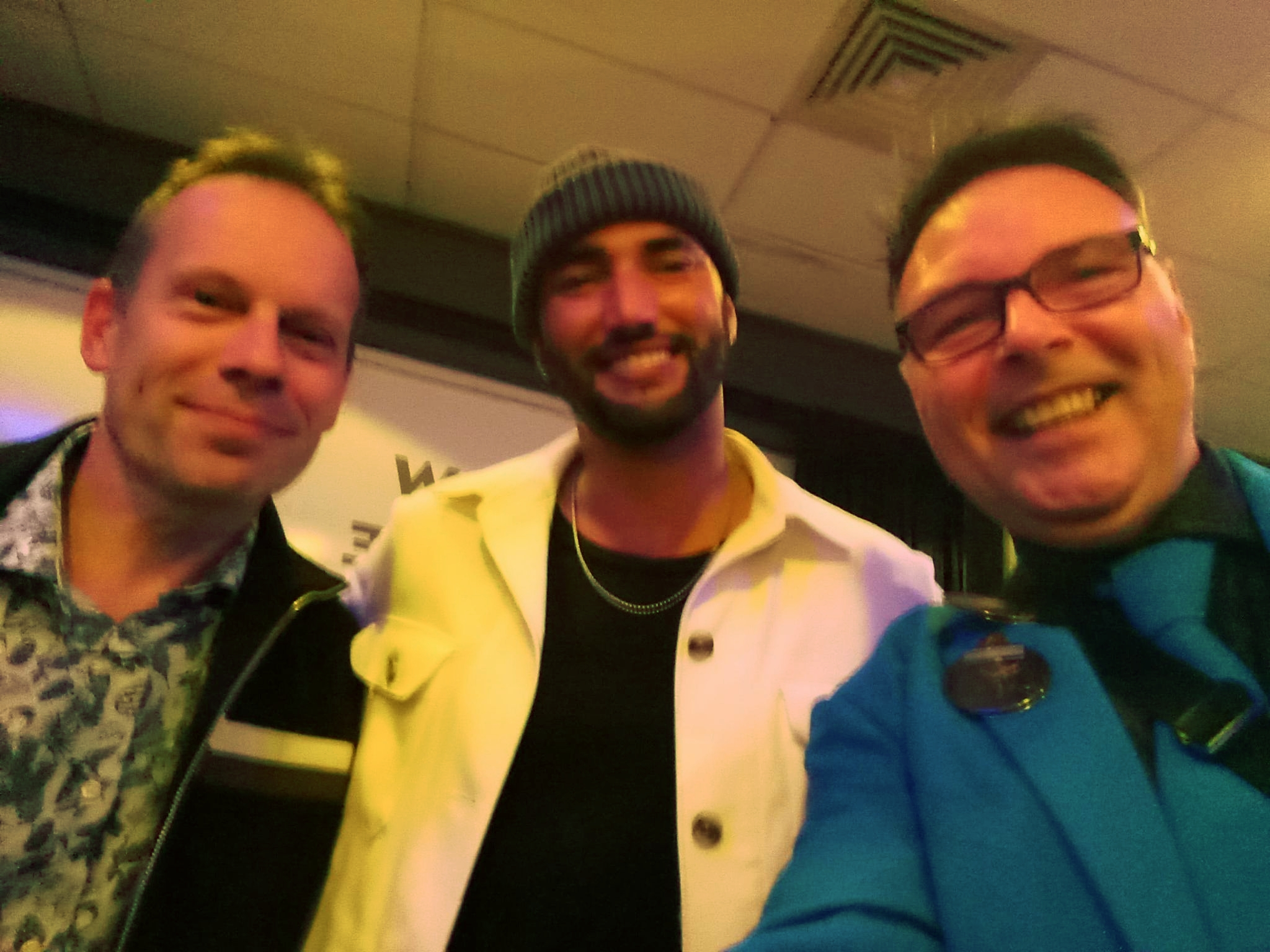
Luc Verlinden en Patrick Knight met Belgisch film regisseur Bilall Fallah

## Prijzen
| Genomineerde                        | Jaar | Categorie                                | Prijs                                 | Festival                                                   | Uitslag     |
| ----------------------------------- | ---- | ---------------------------------------- | ------------------------------------- | ---------------------------------------------------------- | ----------- |
| ANKH                                | 2022 | Beste Onafhankelijke Langspeelfilm       | Jury Diamond Award                    | Europe Film Festival                                       | Gewonnen    |
| ANKH                                | 2022 | Beste Experimentele Langspeelfilm        | Winner Award                          | Indo French International Festival                         | Gewonnen    |
| Patrick J. A. Knight                | 2022 | Beste Montage Langspeelfilm              | Winner Award                          | Indo French International Festival                         | Gewonnen    |
| Patrick J. A. Knight                | 2022 | Beste Debuut als film regisseur          | Special Mention Award                 | Indo French International Festival                         | Gewonnen    |
| ANKH                                | 2022 | Beste Internationale Langspeelfilm       | Special Mention Award                 | Indo French International Festival                         | Gewonnen    |
| Patrick J. A. Knight                | 2022 | Beste Debuut als film regisseur          | Winner Award                          | Triloka International Filmfare Awards                      | Gewonnen    |
| ANKH                                | 2022 | Beste Originele Filmmuziek               | Critics Choice Award                  | Triloka International Filmfare Awards                      | Gewonnen    |
| ANKH                                | 2022 | Beste Experimentele Langspeelfilm        | Winner Award                          | Hodu International Film Festival                           | Gewonnen    |
| Patrick J. A. Knight                | 2022 | Beste Montage Langspeelfilm              | Winner Award                          | Hodu International Film Festival                           | Gewonnen    |
| Patrick J. A. Knight                | 2022 | Beste Originele Muziek Langspeelfilm     | Winner Award                          | Brussels Capital Film Festival                             | Gewonnen    |
| ANKH                                | 2022 | Beste Reis speelfilm                     | Winner Award                          | Brussels Capital Film Festival                             | Gewonnen    |
| ANKH                                | 2022 | Beste eerste film van filmmaker          | Winner Phenomenal Attainment Award    | Krimson Horyzon International Film Festival                | Gewonnen    |
| Patrick J. A. Knight, ANKH          | 2022 | Beste Originele Filmmuziek               | Winner Award                          | Golden Sparrow International Film Festival                 | Gewonnen    |
| Patrick J. A. Knight, ANKH          | 2022 | Beste cinematografie                     | Winner Award                          | Golden Sparrow International Film Festival                 | Gewonnen    |
| Patrick J. A. Knight, ANKH          | 2022 | Beste Originele Filmmuziek               | Winner Award                          | International Motion Picture Awards                        | Gewonnen    |
| Patrick J. A. Knight, Luc Verlinden | 2022 | Beste cinematografie                     | Winner Award                          | International Motion Picture Awards                        | Gewonnen    |
| Patrick J. A. Knight                | 2022 | Beste debuterend filmmaker               | Winner Award                          | International Motion Picture Awards                        | Gewonnen    |
| Patrick J. A. Knight, ANKH          | 2022 | Beste Montage                            | Genomineerd                           | Indie Cine Tube Awards                                     | Genomineerd |
| ANKH                                | 2022 | Beste Filmmuziek - Soundtrack            | Genomineerd                           | Indie Cine Tube Awards                                     | Genomineerd |
| ANKH                                | 2022 | Beste Langspeelfilm                      | Winner Award                          | Indie Cine Tube Awards                                     | Gewonnen    |
| ANKH                                | 2022 | Beste Experimentele Langspeelfilm        | Genomineerd                           | San Jose International Film Awards                         | Genomineerd |
| ANKH                                | 2022 | Beste Muziek Langspeelfilm               | Genomineerd                           | Fusion International Film Festivals                        | Genomineerd |
| Patrick J. A. Knight, ANKH          | 2022 | Beste filmscore/soundtrack               | Winnaar - Phenomenal Attainment Award | Dreamz Catcher International Film Festival                 | Gewonnen    |
| Patrick J. A. Knight, ANKH          | 2022 | Beste reisvlog/reisfilm                  | Winnaar - Winner Attainment Award     | Dreamz Catcher International Film Festival                 | Gewonnen    |
| Patrick J. A. Knight, ANKH          | 2022 | Beste Experimentele Langspeelfilm        | Eervolle vermelding                   | Golden Lemur International Film Festival                   | Gewonnen    |
| Patrick J. A. Knight, ANKH          | 2022 | Beste Originele Soundtrack               | Eervolle vermelding                   | Golden Lemur International Film Festival                   | Gewonnen    |
| Patrick J. A. Knight, ANKH          | 2022 | Beste reis- en toerismefilm              | Finalist (2de plaats)                 | Natourale Film Festival                                    | Genomineerd |
| Patrick J. A. Knight, ANKH          | 2022 | Beste arthouse film                      | Winnaar - Kudos Endeavor Award        | LGBTQ Unbordered International Film Festival               | Gewonnen    |
| Patrick J. A. Knight, ANKH          | 2022 | Beste originele filmmuziek               | Winnaar - Kudos Endeavor Award        | LGBTQ Unbordered International Film Festival               | Gewonnen    |
| Patrick J. A. Knight, ANKH          | 2022 | Beste filmmuziek                         | Genomineerd                           | West Europe International Film Festival - Brussels Edition | Genomineerd |
| Patrick J. A. Knight, ANKH          | 2022 | Beste experimentele film en nieuwe media | Genomineerd                           | West Europe International Film Festival - Brussels Edition | Genomineerd |
| Patrick J. A. Knight, ANKH          | 2022 | Beste Debuut Langspeelfilm               | Winnaar - Director in Focus Award     | Singapore International Film Festival                      | Gewonnen    |
| Patrick J. A. Knight, ANKH          | 2023 | Beste cinematografie                     | Finalist (2de plaats)                 | Janjira International Film Festival                        | Genomineerd |
| Patrick J. A. Knight, ANKH          | 2023 | Beste Experimentele Langspeelfilm        | Winnaar - Award of Recognition        | The Accolade Global Film Competition                       | Gewonnen    |
| Patrick J. A. Knight, ANKH          | 2023 | Beste Originele filmmuziek               | Winnaar - Award of Excellence         | The Accolade Global Film Competition                       | Gewonnen    |
| Patrick J. A. Knight, ANKH          | 2023 | Beste film zonder dialoog                | Finalist (2de plaats)                 | Milano Blackout Film Fest                                  | Genomineerd |
| Patrick J. A. Knight, ANKH          | 2023 | Beste Arthouse Film                      | Winnaar                               | Golden Wheat Awards                                        | Gewonnen    |
| Patrick J. A. Knight, ANKH          | 2023 | Beste Arthouse Film - Video Arte         | Finalist (2de plaats)                 | Festival de Largos y Cortos de Santiago                    | Genomineerd |

## Goede doel
Patrick Knight met zijn groep Gravity Noir zetten zich ook in voor het goede doel. Zo namen ze tijdens de zomer van 2016 de single Another dimension (Dementia) en bijhorende video op ten voordelen van de verenigingen die zich inzetten voor verder onderzoek naar de Ziekte van Alzheimer. Hier werd de nodige aandacht aangegeven met een persvoorstelling. Een artikel verscheen in Het Laatste Nieuws, Het Nieuwsblad, De Streekkrant, de Gazet van Antwerpen en het Informatieblad Alzheimer Liga Vlaanderen.
Begin 2017 brengen ze de single en video Much too soon to say goodbye uit om de problematiek rond het onderwerp zelfmoord bespreekbaar te maken.
In september 2018 brengen ze de single en video Open your mind (The future is ours remix) uit. Hiervoor kregen ze de hulp van filmregisseur Lubomir Arsov. Lubomir Arsov is vooral een kunstenaar met personages en storyboards. Hij heeft gewerkt aan grote filmproducties, zoals Ice Age: Collision Course, The Peanuts Movie en The Book of Life, als bewijs van zijn innovatieve en originele animatievaardigheden. Lubomir Arsov heeft ook prachtige persoonlijke werken gecreëerd, zoals In-Shadow, een reis door het gefragmenteerde onbewuste van het Westen, dat de precaire en gedegradeerde toestand van onze tijdelijkheid vertegenwoordigt. Lubomir Arsov gaf zijn toestemming om enkele afbeeldingen uit zijn animatiefilm In-shadow: A Modern Odyssey (2017) te gebruiken voor de videoclip van Gravity Noir, Open your mind (The future is ours remix). Hier draait het thema om de vele vooroordelen die er bestaan rond psychische problemen, pestgedrag en niet aanvaard worden door uiterlijk niet zichtbare fysische gebreken.
De gehele opbrengst van de kaartverkoop tijdens de filmpremières van ANKH in 2023, gaat naar het vrijwilligerswerk van beide cultuurhuizen.

## Bandleden
- Patrick Knight (producer, eerste zang, achtergrondzang, bongo's, elektronische geluiden): 1990-heden
- Brynn Govaert (eerste zang): 2023-heden
- Javier Rodriguez Iglesias (synthesizers, keyboards, elektronische geluiden): 1990-1996 en 2016-2019
- Peter Goos (synthesizers, keyboards): 1996-1998
- Ambrosia Dash (eerste zang, achtergrondzang): 1990-1993 en 2016-heden
- Marc Broeckx (achtergrondzang, roadie, mental coach, fotograaf): 1990-heden
- Charles Temmerman (achtergrondzang): 1990-1993 †17.12.2021
- Alex da Luz (danser): 1996-2012
- Jorg Vander Heyden (danser, grafisch ontwerper): 1996-2019
- C.J., Cindy De Voeght (eerste zang, achtergrondzang, danseres): 1996-1997
- Sofie (danseres): 1996-1997
- Andrew Williams (eerste zang, achtergrondzang, windinstrumenten, grafisch ontwerper): 2016-heden
- Adrian Cogen (Vanaf 30 December 2019, voorheen Kenny Patrick Cogen (danser, acteur videoclips): 2016-heden
- Suzanne Vuegen (danseres, actrice videoclips, model): 2016-heden

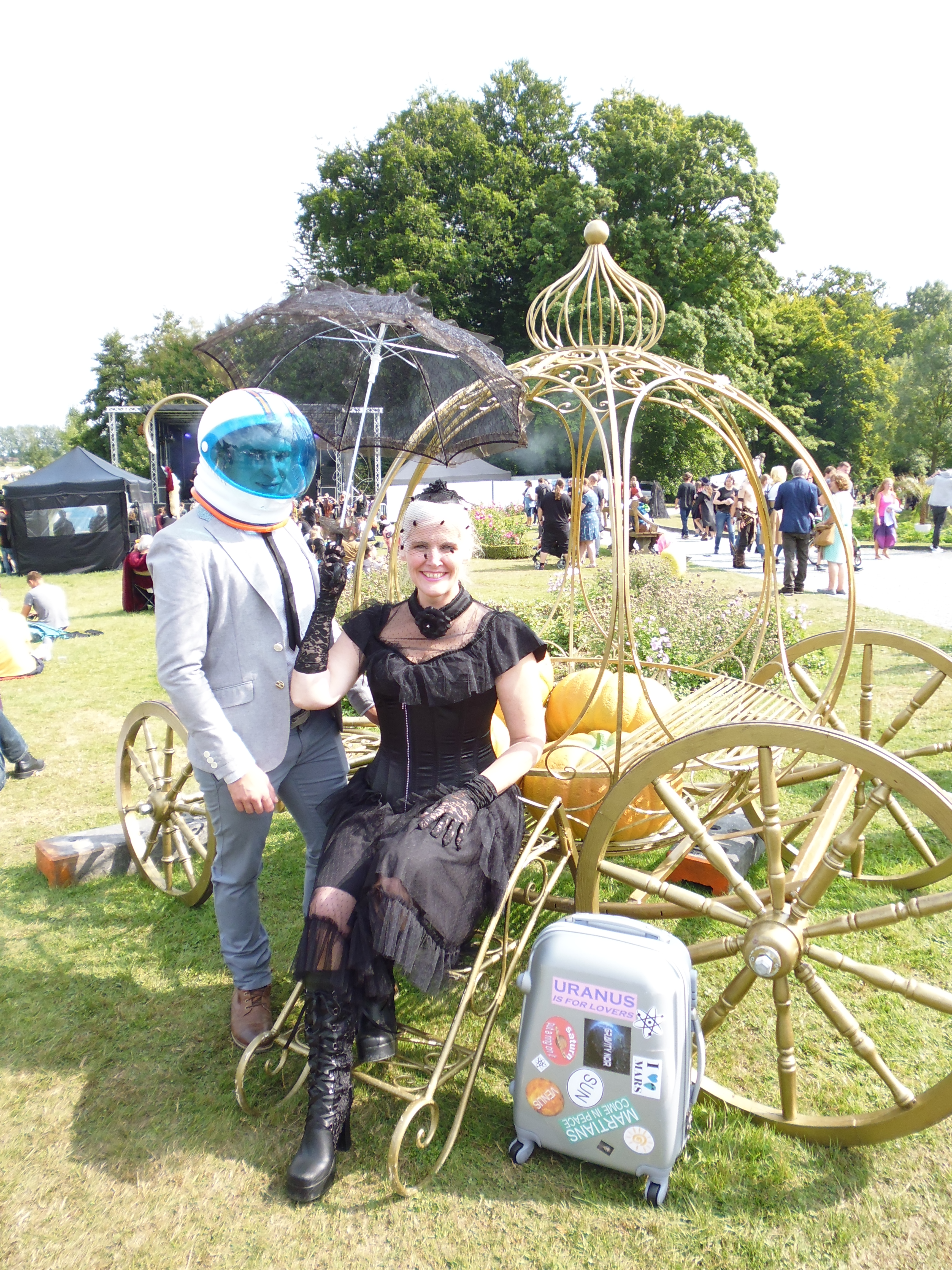
Groepsleden Kenny Patrick Cogen en Suzanne Vuegen

## Discografie

### Albums
- The early years 2016 (CD Baby/Gravity Productions UPC 191061029427)[137]
- Handmade 2016 (CD Baby/Indieplant/Gravity Productions UPC 0680596923527)[138]
- Liberation 2017 (CD Baby/Gravity Productions UPC 191924097662)[139][140]
- The Singles 2017 (CD Baby/Gravity Productions UPC 191924217718)[141]
- The Remixes 2017 (CD Baby/Gravity Productions UPC 191924450573)[142]
- Future days 2020 (CD Baby/Gravity Productions UPC 192914889168)[143]
- ANKH 2022 (CD Baby/Gravity Productions UPC 198000232641)[144]
- BRAHMASTRA 2024 (CD Baby/Gravity Productions UPC 198002640819)[145]
- Jack in the Green 2025 (CD Baby/Gravity Productions UPC 195999044095)[146]

### Ep's
- Welcome to My Gravity EP 2016 (CD Baby/Gravity Productions UPC 191061056942)[147]
- The Remix EP 2016 (CD Baby/Gravity Productions UPC 190394642938)[148]
- Into a new world EP 2017 (CD Baby/Gravity Productions UPC 191924194972)[149]
- All Night Long EP 2020 (CD Baby/Gravity Productions UPC 194660365699)[150]

### Singles
- I've got the power 2011 23-04-2011[151][152][153]
- Mystery knight 2016 07-04-2016[154][155][156]
- Mind the gap 2016 18-04-2016[157][158][159]
- Giving up on music (Summer Dance Remix) 2016 06-06-2016[160][161][162]
- Another dimension (Dementia) 2016 15-08-2016[163][164][165]
- Avalon L.A. 2017 31-01-2017[166][167][168]
- Much too soon to say goodbye 2017 10-03-2017[169][170][171]
- Mystery knight (2017 Liberation Version) 2017 07-04-2017[172][173][174]
- Into a new world 2017 01-05-2017[175][176][177]
- Open your mind 2017 18-06-2017[178][179]
- Open your mind (The future is ours remix) 2018 21-09-2018[180][181][182]
- Boom and I'll be there (Trixie's GagaGoBoom Remix) 2018 25-01-2018[183][184][185]
- Flying high 2019 22-03-2019[186][187]
- Hot summer medley 2019 06-06-2019[188][189][190]
- Planet called love 2019 31-07-2019[191][192][193]
- Universal Party (Supernatural) 2020 14-02-2020[46][194][195][196]
- All Night Long (A Tribute to Andrè Brasseur) 2021 18-01-2021
- Im Nin Alu 2021 2021 14-07-2021
- In Time (ANKH, Travelogue Pt.8) 2022 17-01-2022
- Another Dimension (Brahmastra Remix) 2024 15-08-2024
- Love is the Key 2024 06-09-2024
- Passiamo Questa Notte Insieme 2024 10-12-2024
- Im Nin Alu (El Chai Remix) 2025 23-02-2025
- Sweet, Soft and Lazy Day 2025  06-27-2025

### Hitnoteringen
| Single met eventuele hitnotering(en) in de Nederlandse Top 40 | Datum van verschijnen | Datum van binnenkomst | Hoogste positie | Aantal weken | Opmerkingen                       |
| ------------------------------------------------------------- | --------------------- | --------------------- | --------------- | ------------ | --------------------------------- |
| Avalon L.A.                                                   | 2017                  | 05-01-2019            | 1               | 94           | In de N1M Dance(EDM) Music Charts |
| Open your mind                                                | 2017                  | 05-01-2019            | 1               | 94           | In de N1M Dance(EDM) Music Charts |
| Into a new world                                              | 2017                  | 05-01-2019            | 1               | 94           | In de N1M Dance(EDM) Music Charts |

| Single met eventuele hitnotering(en) in de Nederlandse Top 40 | Datum van verschijnen | Datum van binnenkomst | Hoogste positie | Aantal weken | Opmerkingen                            |
| ------------------------------------------------------------- | --------------------- | --------------------- | --------------- | ------------ | -------------------------------------- |
| Hot summer medley                                             | 2019                  | 30-06-2019            | 5               | 4            | In de Lgbtq Music Charts               |
| Planet called love                                            | 2019                  | 04-08-2019            | 2               | 52           | In de Lgbtq Music Charts               |
| Universal Party (Supernatural)                                | 2020                  | 02-03-2020            | 4               | 23           | In de Lgbtq Music Charts               |
| All Night Long (A Tribute to Andrè Brasseur)                  | 2021                  | 01-02-2021            | 5               | 31           | In de Lgbtq Music Charts               |
| Im Nin Alu (Featuring Ofra Haza)                              | 2021                  | 23-08-2021            | 2               | 27           | In de Lgbtq Music Charts               |
| In Time (ANKH, Travelogue Pt. 8)                              | 2022                  | 14-02-2022            | 8               | 20           | In de Lgbtq Music Charts               |
| Im Nin Alu (Featuring Ofra Haza)                              | 2023                  | 23-04-2023            | 84              | 3            | In de Apple Music Dance Charts Top 100 |
| Love is the Key                                               | 2024                  | 28-09-2024            | 5               | 22           | In de Lgbtq Music Charts               |

### Singles
| Jaar                                                                                     | Single                             | Hoogste Positie | Hoogste Positie | Hoogste Positie | Hoogste Positie | Hoogste Positie | Hoogste Positie | Hoogste Positie | Hoogste Positie | Hoogste Positie | Hoogste Positie | Hoogste Positie | Hoogste Positie | Hoogste Positie | Album |  |
| Jaar                                                                                     | Single                             | UK              | IRE             | NED             | BEL             | FRA             | ITA             | GER             | AUT             | SWI             | SWE             | NOR             | TUR             | US Dance        | Album |  |
| ---------------------------------------------------------------------------------------- | ---------------------------------- | --------------- | --------------- | --------------- | --------------- | --------------- | --------------- | --------------- | --------------- | --------------- | --------------- | --------------- | --------------- | --------------- | ----- |  |
| 2021                                                                                     | "Im Nin'alu featuring Ofra Haza"   | 2               | —               | —               | 41              | —               | –               | —               | —               | —               | —               | —               | 32              | —               | ANKH  |  |
| 2022                                                                                     | "In Time (Ankh, Travelogue Pt. 8)" | 8               | —               | —               | 6               | —               | –               | —               | —               | —               | —               | —               | —               | —               | ANKH  |  |
| 2024                                                                                     | "Love is the Key"                  | 5               | —               | —               | —               | —               | –               | —               | —               | —               | —               | —               | —               | —               | ANKH  |  |
| "—" geeft releases aan die nog niet in kaart zijn gebracht of nog niet zijn uitgebracht. |                                    |                 |                 |                 |                 |                 |                 |                 |                 |                 |                 |                 |                 |                 | ANKH  |  |

### Muziekvideo's & Films
| Jaar | Titel                                                             | Artiest                                                | Rol/thema |
| ---- | ----------------------------------------------------------------- | ------------------------------------------------------ | --- |
| 1997 | "Enola Gay (O.M.D.)"                                              | Basics (B6)                                            | The band B6 |
| 2016 | "Mind the gap (Trixie's No return G-Force Extended Remix)"        | Gravity Noir                                           | London Underground |
| 2016 | "Another Dimension (Dementia)"                                    | Gravity Noir                                           | Knight en beide ouders Dementie |
| 2016 | "Mystery Knight"                                                  | Gravity Noir                                           | Knight & Vuegen Klooster Ter Apel&Middeleeuwen |
| 2016 | "Giving Up On Music"                                              | Gravity Noir                                           | Cogen & Vuegen, The band Fort 8 |
| 2016 | "Giving Up On Music, 3D"                                          | Gravity Noir                                           | Cogen & Vuegen, The band Fort 8, Stereoscopische film |
| 2017 | "Much Too Soon To Say Goodbye"                                    | Gravity Noir                                           | Knight Zelfmoordpreventie |
| 2017 | "Mystery Knight (2017 Liberation version)"                        | Gravity Noir                                           | The band Animatiefilm |
| 2017 | "Open Your Mind"                                                  | Gravity Noir                                           | Knight & Williams Wakefield (plaats) & Leeds |
| 2017 | "Into A New World"                                                | Gravity Noir                                           | Cogen & Vuegen Kasteel van Ooidonk, Elftopia |
| 2018 | "Open Your Mind (The Future Is Ours Remix)"                       | Gravity Noir                                           | Knight & Williams Animatiefilm |
| 2019 | "Planet Called Love"                                              | Gravity Noir                                           | Knight Apollo 11 |
| 2020 | "Universal Party (Supernatural)"                                  | Gravity Noir                                           | Dansers, party |
| 2020 | "All Night long (Radio Edit)"                                     | Gravity Noir                                           | Knight & Ambrosia Dash & crew COVID-19 |
| 2020 | "The Thrifty Wife & The Kite (Gravity Noir Galaxy Christmas Mix)" | Banjax featuring Gravity Noir                          | Kerstfeest herinneringen, Kerstmis |
| 2021 | "Im Nin Alu 2021"                                                 | Gravity Noir featuring Ofra Haza                       | Oosterse woestijn fantasie, Ode aan Ofra Haza, Madonna van het Oosten                                                                                         |
| 2022 | "In Time (Ankh, Travelogue, Pt. 8)"                               | Gravity Noir                                           | Oosterse fantasie aangevuld met animaties |
| 2022 | "ANKH"                                                            | Gravity Noir, Patrick Knight, Luc Verlinden, Ofra Haza | Langspeelfilm die zich afspeelt in Egypte (land) |
| 2024 | "Love is the Key"                                                 | Gravity Noir                                           | Neutrale muziekvideo met kinderen van allerlei nationaliteiten, hoop op wereldvrede                                                                           |
| 2024 | "Passiamo Questa Notte Insieme"                                   | Gravity Noir                                           | Muziekvideo met als thema 'Pride' (Premiére op de Internationale Dag van de Mensenrechten 2024)                                                               |
| 2025 | "Jack in the Green"                                               | Gravity Noir                                           | Langspeelfilm voor kinderen, geïnspireerd op het traditionele meifeest rond het personage 'Jack in the Green' dat jaarlijks plaatsvindt in Hastings, Engeland |

## Trivia
- Het woord 'noir' in de groepsnaam Gravity Noir is eigenlijk de afkorting voor 'New Organised Industrial Reaction. Spelenderwijs werd dit weetje vertaald naar nummers die te vinden zijn op hun album Handmade, namelijk Movement N°1 (Organised), Movement N°2 (Industrial) en Movement N°3 (Reaction).
- In 1987 stemde Patrick Knight ermee in om Boy George (die zich ziek meldde) te vervangen. Hij zong "Everything I Own" live tijdens de BRT TOP 30 Show in Flanders Expo op 28 maart 1987.
- In 2016 werd een sample van de Gravity Noir-single Mind the gap gebruikt tijdens de muziekmix voor het nieuwjaarsvuurwerk in Londen.[212]
- Patrick Knight heeft tijdens zijn leven meerdere bijna doodervaringen doorgemaakt. Zo viel hij als kind door een schacht van een appartementsgebouw van de 8ste naar een 6de verdieping, werd hij tijdens zijn werk als badmeester geëlektrocuteerd in een openluchtzwembad, zou volgens dokters het 40ste levensjaar niet halen vanwege een acute hepatitis B-diagnose (Maar na een behandeling genezen verklaart) en leeft sinds zijn geboorte met het Syndroom van Brugada (een verhoogd risico op plotse hartdood).[70]